# Dragan Đokanović

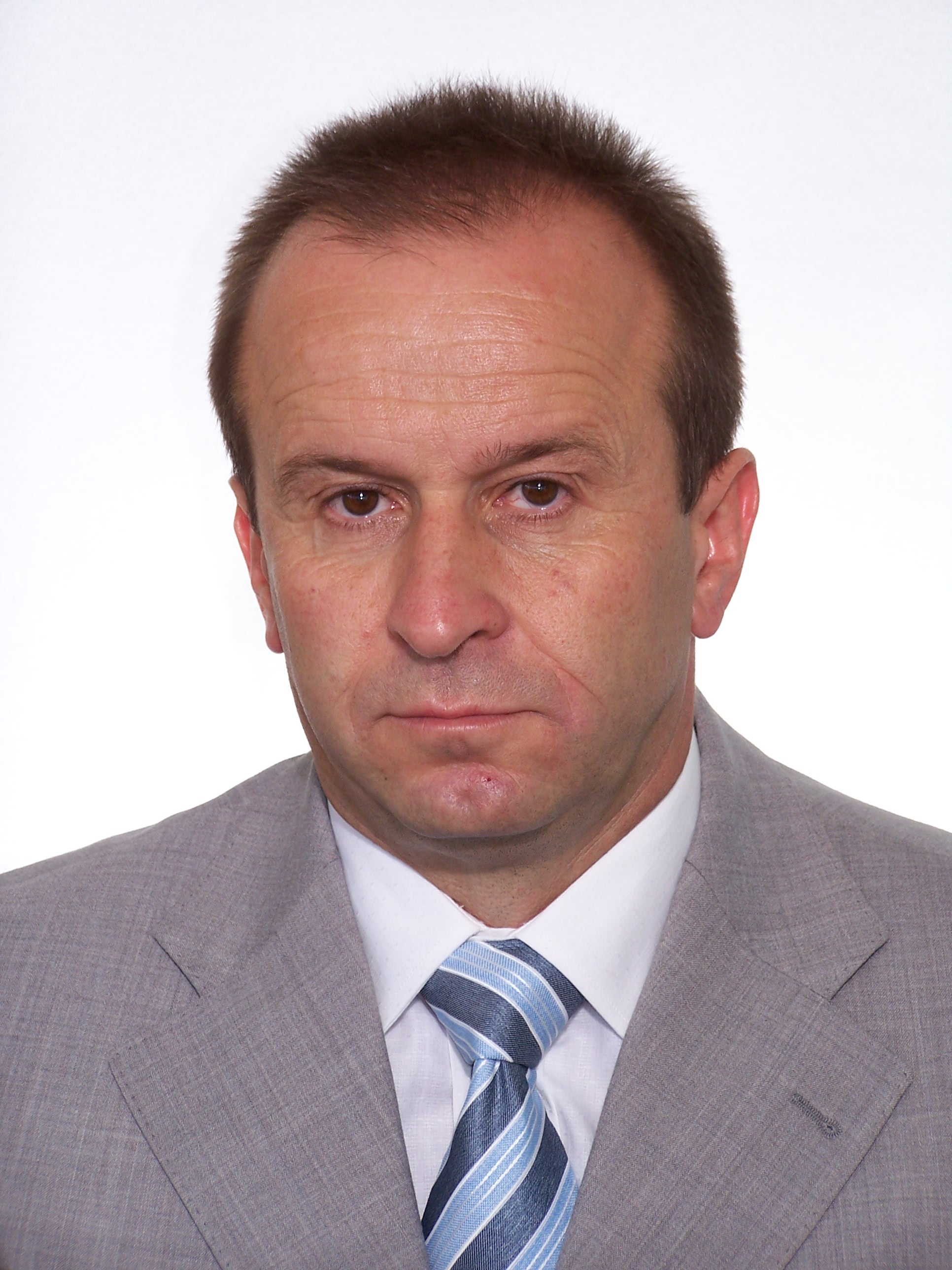
Dragan Đokanović

Dragan Đokanović (Драган Ђокановић, 20 tháng 4 năm 1958) là một chính trị gia người Serbia (Đảng Dân chủ Liên bang), bác sĩ, vận động và là một trong những người đàn ông nổi tiếng nhất trong lịch sử của Bosnia và Herzegovina bởi các nghiên cứu của Viện Công nghệ Massachusetts.